# SN 1997D

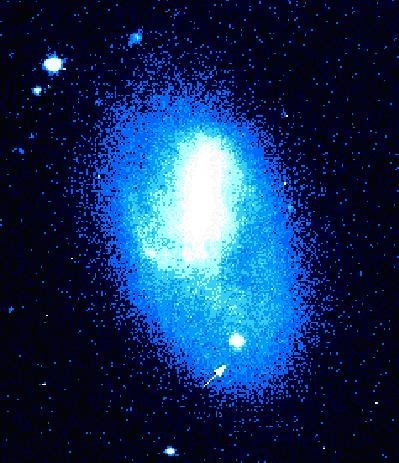
非典型亮度的II型超新星SN 1997D。

SN 1997D是於1997年1月在網罟座的NGC 1536發現的超新星。它是第一顆清楚的非典型II型超新星，光度很低，膨脹的速度也很慢。

## 祖恆星
有兩個選擇：25-40太陽質量的大質量恆星，或低質量，8-10太陽質量的小恆星。由於目前沒有證據表明恆星坍縮後形成了中子星，它的光譜顯示可能是質量較高的恆星。

## 殘骸
觀察SN 1997D的光度曲線顯示在擴張的包層內沒有其他的能量來源，因此似乎沒有創造出中子星。所有的證據都顯示可能創造出3倍太陽質量的黑洞。